# Енглвуд (Теннессі)
Енглвуд (англ. Englewood) — місто (англ. town) в США, в окрузі Макмінн штату Теннессі. Населення — 1483 особи (2020).

## Географія
Енглвуд розташований за координатами 35°25′21″ пн. ш. 84°29′19″ зх. д. / 35.42250° пн. ш. 84.48861° зх. д. (35.422581, -84.488713).  За даними Бюро перепису населення США в 2010 році місто мало площу 4,71 км², уся площа — суходіл.

## Демографія
Згідно з переписом 2010 року, у місті мешкали 1532 особи в 636 домогосподарствах у складі 425 родин. Густота населення становила 325 осіб/км².  Було 759 помешкань (161/км²).
Расовий склад населення:
| - 94,5 % — білих - 1,0 % — корінних американців - 0,7 % — чорних або афроамериканців - 0,3 % — азіатів |

До двох чи більше рас належало 2,7 %. Частка іспаномовних становила 1,8 % від усіх жителів.
За віковим діапазоном населення розподілялося таким чином: 25,3 % — особи молодші 18 років, 56,7 % — особи у віці 18—64 років, 18,0 % — особи у віці 65 років та старші. Медіана віку мешканця становила 41,4 року. На 100 осіб жіночої статі у місті припадало 88,7 чоловіків;  на 100 жінок у віці від 18 років та старших — 84,4 чоловіків також старших 18 років.
Середній дохід на одне домашнє господарство  становив 37 988 доларів США (медіана — 26 994), а середній дохід на одну сім'ю — 44 340 доларів (медіана — 36 875). Медіана доходів становила 43 750 доларів для чоловіків та 24 375 доларів для жінок. За межею бідності перебувало 22,4 % осіб, у тому числі 32,8 % дітей у віці до 18 років та 21,8 % осіб у віці 65 років та старших.
Цивільне працевлаштоване населення становило 658 осіб. Основні галузі зайнятості: виробництво — 20,1 %, роздрібна торгівля — 16,7 %, освіта, охорона здоров'я та соціальна допомога — 15,8 %.